# Hôtel de Raousset-Boulbon (Avignon)
L' Hôtel de Raousset-Boulbon est un bâtiment à Avignon, dans le département de Vaucluse.

## Histoire
Les deux hôtels des no 33 et no 35 rue Joseph-Vernet ont été conçus par Jean-Baptiste Franque. L'hôtel de Brancas de Rochefort est aussi appelé l'hôtel de l'Espine a été commandé par André-Louis de Brancas, comte de Rochefort. Par la correspondance de Franque, on sait que l'hôtel de Brancas de Rochefort, au no 35, était en cours de construction en 1716 et qu'il n'était pas terminé en 1737. Il n'a jamais été terminé.
L'hôtel de Raousset-Boulbon a été construit après 1769, peut-être par Jean-Pierre Franque, dans le style de l'hôtel de Brancas de Rochefort. 

## Protection
La façade sur rue et fontaine de la cour de l'hôtel ont été inscrites au titre des monuments historiques le 28 octobre 1949.